# Dosso Faiti
Il Dosso Fáiti, (in sloveno Fajtji hrib, in italiano tra le due guerre anche Dosso dei Faggi), è una collina di 434 m del Carso sloveno. Si trova nel comune di Merna-Castagnevizza e dalla sua sommità verso nord si può vedere la valle del fiume Vipacco e tutta la piana di Gorizia.
La sua vetta venne contesa più volte durante la prima guerra mondiale dalle truppe italiane, venendo poi espugnata durante la Nona battaglia dell'Isonzo precisamente il 3 novembre 1916 dalla Brigata Lupi di Toscana.
Il nome deriva dall'omonimo gruppo di case ai suoi piedi verso sud-ovest, ora scomparso e ricoperto dalla vegetazione.